# Kragmanakin
Kragmanakin (Corapipo altera) är en fågel i familjen manakiner inom ordningen tättingar.

## Utseende
Kragmanakin är en knubbig och kortstjärtad liten fågel. Hanen är distink med helt glansigt blåsvart fjäderdräkt, förutom slående vitt på strupen. Honan är mer dämpad i färgerna, olivgrön med tydligt gråaktig strupe. 

## Utbredning och systematik
Kragmanakin delas in i två underarter med följande utbredning:
- Corapipo altera altera – förekommer från östra Honduras (Olancho) till nordvästra Costa Rica
- Corapipo altera heteroleuca – förekommer från tropiska sydvästra Costa Rica till nordvästra Colombia (Chocó)

## Levnadssätt
Kragmanakin hittas i skogar och skogsbryn, ofta i närheten av fruktbärande träd. Den ses enstaka och i par, ofta sittande i skogens mellersta skikt och endast sällan uppe i trädkronorna.

## Status
Sedan 2016 betraktar Birdlife International och naturvårdsunionen IUCN som en del av vithakad manakin, som därmed inte längre placerar altera i någon hotkategori.

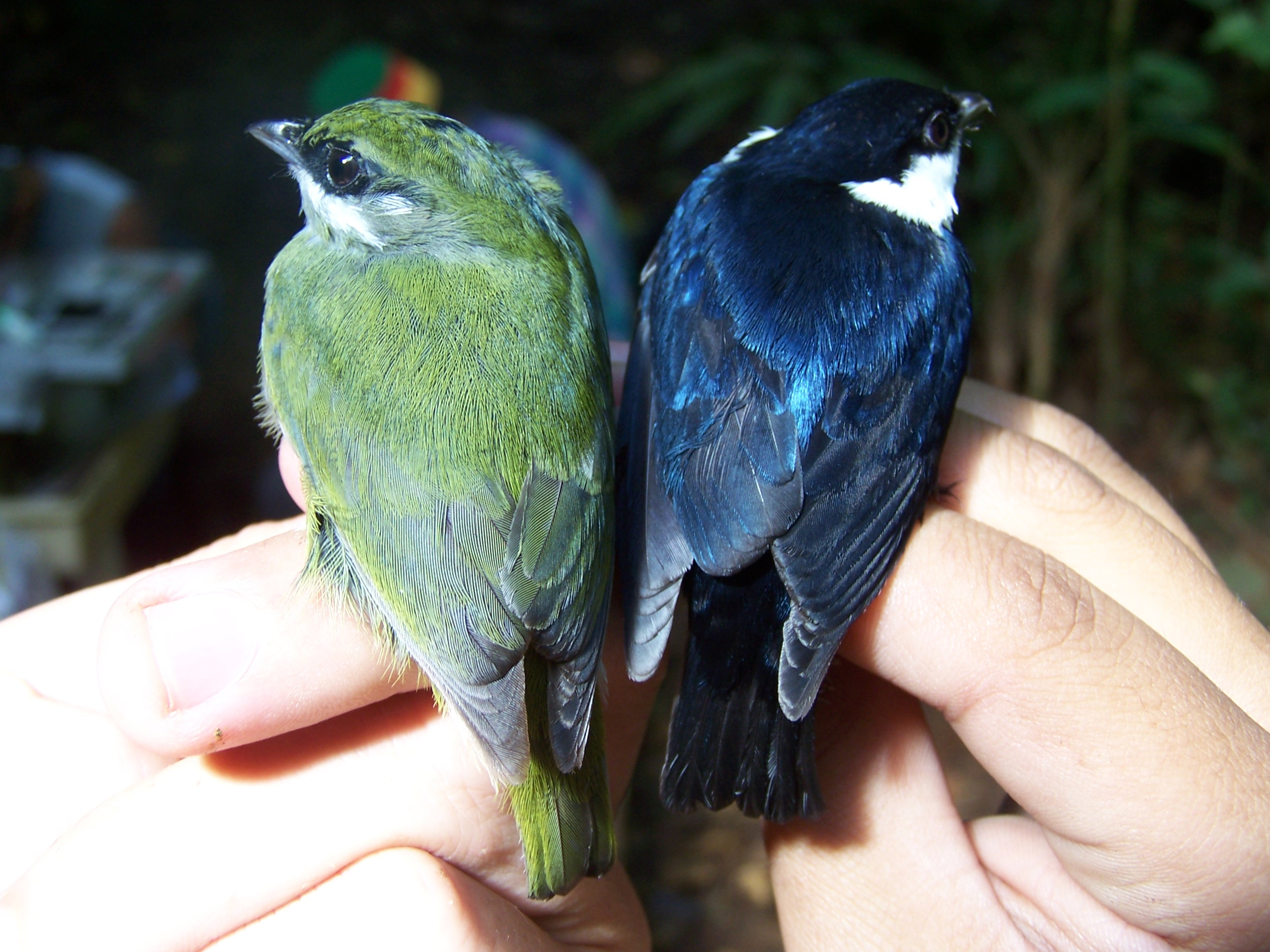